# Fiat 1800
Le Fiat 1500 L, 1800, 2100 e 2300 sono automobili prodotte dalla FIAT tra il 1959 e il 1968.

## La genesi

Fiat 1800 berlina al Concorso d'eleganza a Cortina d'Ampezzo nell'estate del 1959

Nella seconda metà degli anni cinquanta la casa torinese avviò lo studio di una nuova vettura di grandi dimensioni che potesse prendere il posto delle FIAT 1400 e 1900, sul mercato dal 1950.
Visto il perdurare della moda, anche per la nuova ammiraglia venne scelta una carrozzeria d'impronta americaneggiante. Bandite però le rotondità del modello precedente, la nuova carrozzeria sfoggiava linee tese, grosse pinne e abbondanza di cromature.
Dal punto di vista tecnico, invece, le novità maggiori arrivavano dai motori (tutti a 6 cilindri in linea con albero a camme laterale) e dalla sospensione anteriore a ruote indipendenti con barre di torsione. Per il resto la vettura conservava la trazione posteriore, il retrotreno ad assale rigido con balestre longitudinali, i freni a tamburo sulle 4 ruote e il cambio manuale a 4 marce con leva al volante.

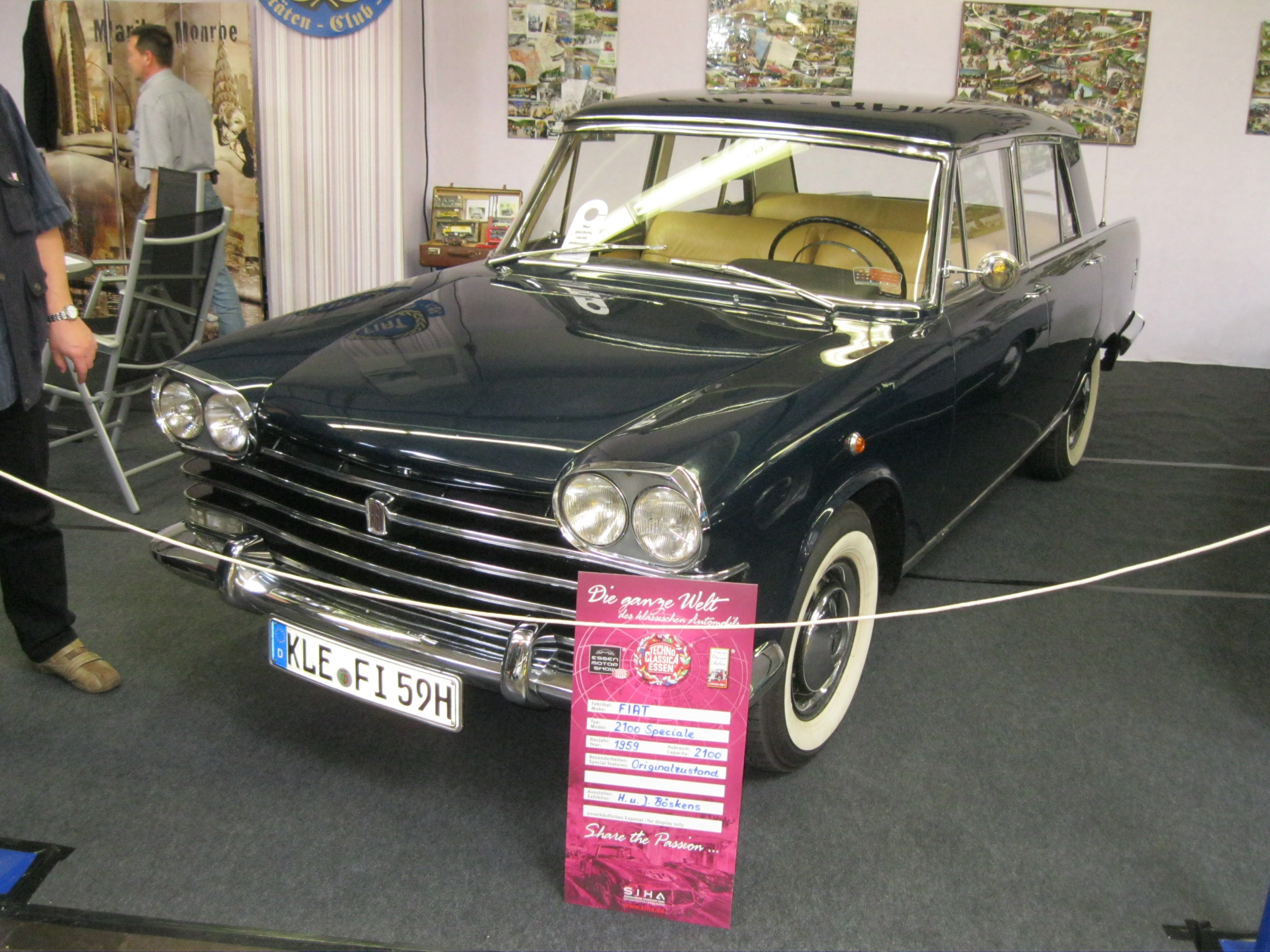
Fiat 2100 Speciale

Pochi mesi dopo la presentazione della berlina a 4 porte (Salone dell'automobile di Ginevra del 1959), nelle versioni 1800 (1795 cm³, 75 CV) e 2100 (2054 cm³, 82 CV), la gamma s'arricchì della variante familiare, con carrozzeria giardinetta.
La Fiat, prima casa in Europa (ma la moda era già diffusa negli Stati Uniti), tentò di affrancare questo tipo di carrozzeria dalla poco lusinghiera fama di veicolo da lavoro, introducendo il concetto di station wagon di lusso per il tempo libero. Gianni Agnelli, qualche anno dopo, utilizzava una 2300 Lusso Familiare, evoluzione della 2100 Familiare, per andare a giocare a golf.
Alla fine del 1959 la Sezione Carrozzerie Speciali della FIAT realizzò la versione Speciale, sulla base della 2100, caratterizzata da passo e lunghezza maggiorati, un diverso (e più elaborato) frontale, da interni meglio rifiniti e da altre differenze minori.
La carrozzeria Francis Lombardi, invece, lanciò la versione a passo allungato della berlina, apprezzata come taxi (configurazione a 7 posti) o come auto di rappresentanza (sia per le autorità Italiane che per il Vaticano) denominata President.

## L'evoluzione

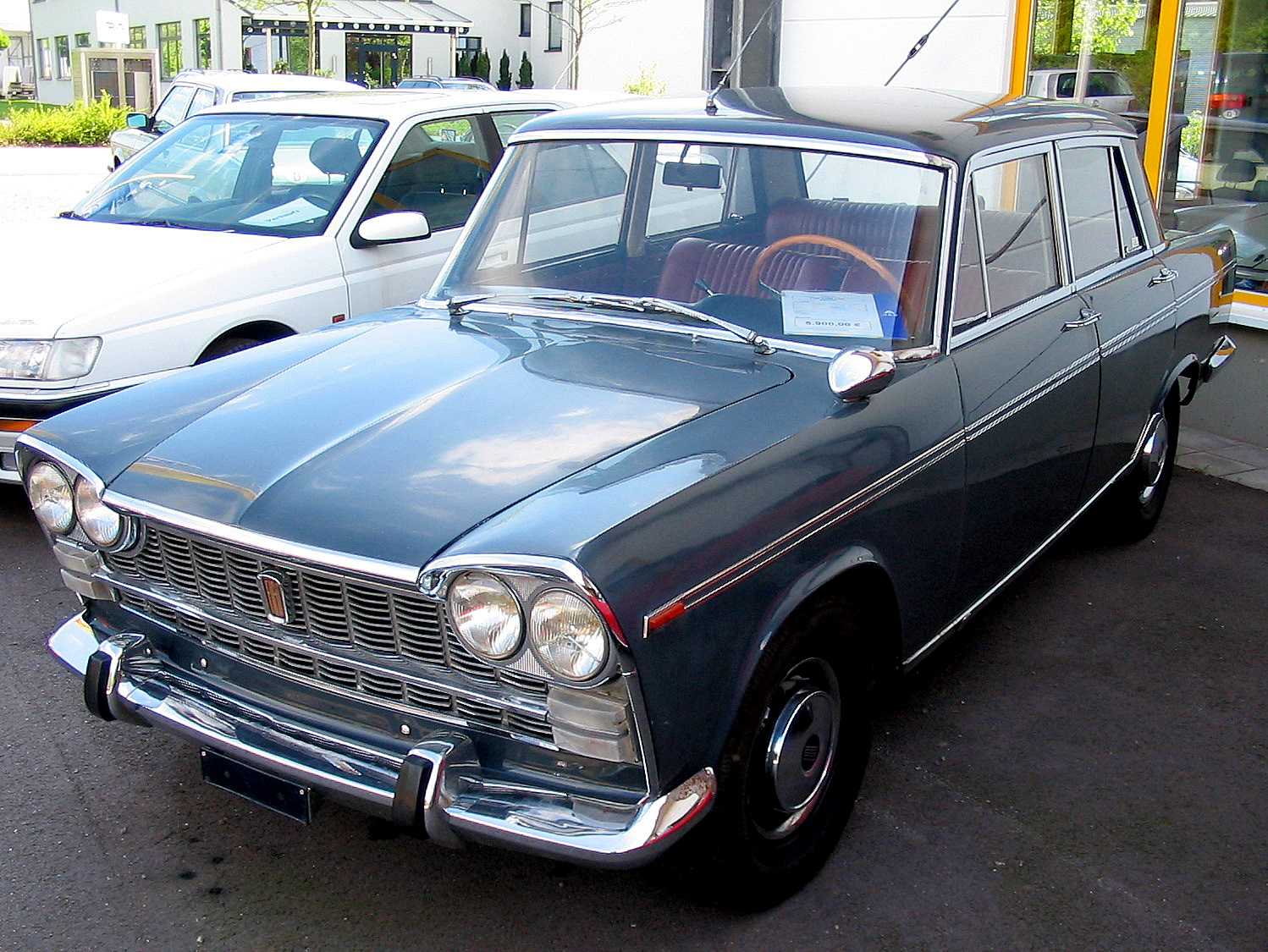
Fiat 2300

Nel 1960 la gamma s'arricchì della variante 2100 Saxomat (berlina o familiare), dotata di frizione automatica: il cambio rimaneva manuale con leva al volante, ma mancava il pedale della frizione.
Le novità più succose arrivarono però nel 1961, quando la 1800 lasciò il posto alla 1800 B (con quattro freni a disco e motore potenziato a 86 CV) e la 2100 venne sostituita dalla 2300.
Quest'ultima si distingueva per il frontale ristilizzato con fari gemellari e per il motore portato a 2279 cm³ (105 CV).
Tutte erano disponibili nelle versioni berlina e Familiare, solo la 2300 (analogamente alla 2100) era allestita anche in versione berlina Speciale.
Alla fine dello stesso anno venne lanciata la 2300 Coupé, basata sulla berlina e dotata di un'elegante carrozzeria disegnata da Ghia. La coupé era disponibile nelle versioni 2300 (monocarburatore da 105 CV) e 2300 S (la S significava "spinto", con due carburatori doppio corpo da 38 mm con 136 CV, completa della rarissima soluzione consistente in 2 servofreni, ognuno dei quali agente su un asse).
Nel 1963 venne lanciata la 1500 L (dove L stava per Lunga), frutto del trapianto del motore 4 cilindri di 1481 cm³ da 72 CV (ma ne esistette anche una variante depotenziata a 60 CV per i taxisti) della 1500 nel corpo vettura della 1800 B berlina.
Nel 1963 le versioni Speciale vennero tolte di listino, mentre le 2300 vennero rimpiazzate dalle 2300 Lusso (berlina passo e lunghezza normali e Familiare), con dotazione arricchita dal servosterzo, dall'opzionale overdrive, dall'impianto di climatizzazione differenziato per i posti anteriori e posteriori e, novità assoluta per la produzione italiana, dinamo sostituita dall'alternatore. L'anno successivo la gamma della coupé venne ridotta alla sola 2300 S da 136 CV, che subì, nel 1965, anche qualche leggero ritocco (nuovo profilo cromato laterale, diversa presa d'aria, interni migliorati e nuove coppe copriruota più grandi in metallo spazzolato in primavera e coppe copriruota praticamente del disegno originale, "impreziosite", come si disse allora, da anelli cromati alle ruote in autunno).
Nel 1964 la 1500 L era stata inoltre potenziata a 75 CV, mentre nel 1968 l'intera gamma venne tolta di listino per far posto alla nuova 130. La 2300 S Coupé fu pensionata dopo un periodo di coabitazione con la Dino Coupé, e nel 1971, al lancio della 130 Coupé la Fiat fece sapere che, ufficialmente, la nuova versione era intesa come sostituta della 2300 S Coupé.
Si stima che la produzione totale di questi modelli sia intorno alle 150.000 unità.
In Spagna furono prodotte anche delle versioni berlina e familiare con il motore 1500 della Fiat 1500 L, che la SEAT denominò "1500" e "1500 Familiar".

## Le versioni prodotte

Vista laterale della Fiat 1800 berlina (1959)

### 1959-1961
- 1800
- 1800 Familiare
- 2100
- 2100 Speciale
- 2100 Familiare

### 1961-1963

La grossa familiare Fiat disponibile con motore da 1800 oppure 2100 cm³ (1960)

- 1500 L
- 1800 B
- 1800 B Familiare
- 2300
- 2300 Speciale
- 2300 Familiare
- 2300 Coupé
- 2300 S Coupé

### 1963-1968
- 1500 L
- 1800 B
- 1800 B Familiare
- 2300 Lusso
- 2300 Lusso Familiare
- 2300 S Coupé

## Fuori serie

Fiat 2300 in esemplare unico carrozzato Pininfarina ed esposto al 44º Salone dell'automobile di Torino (31 ottobre-11 novembre 1962)

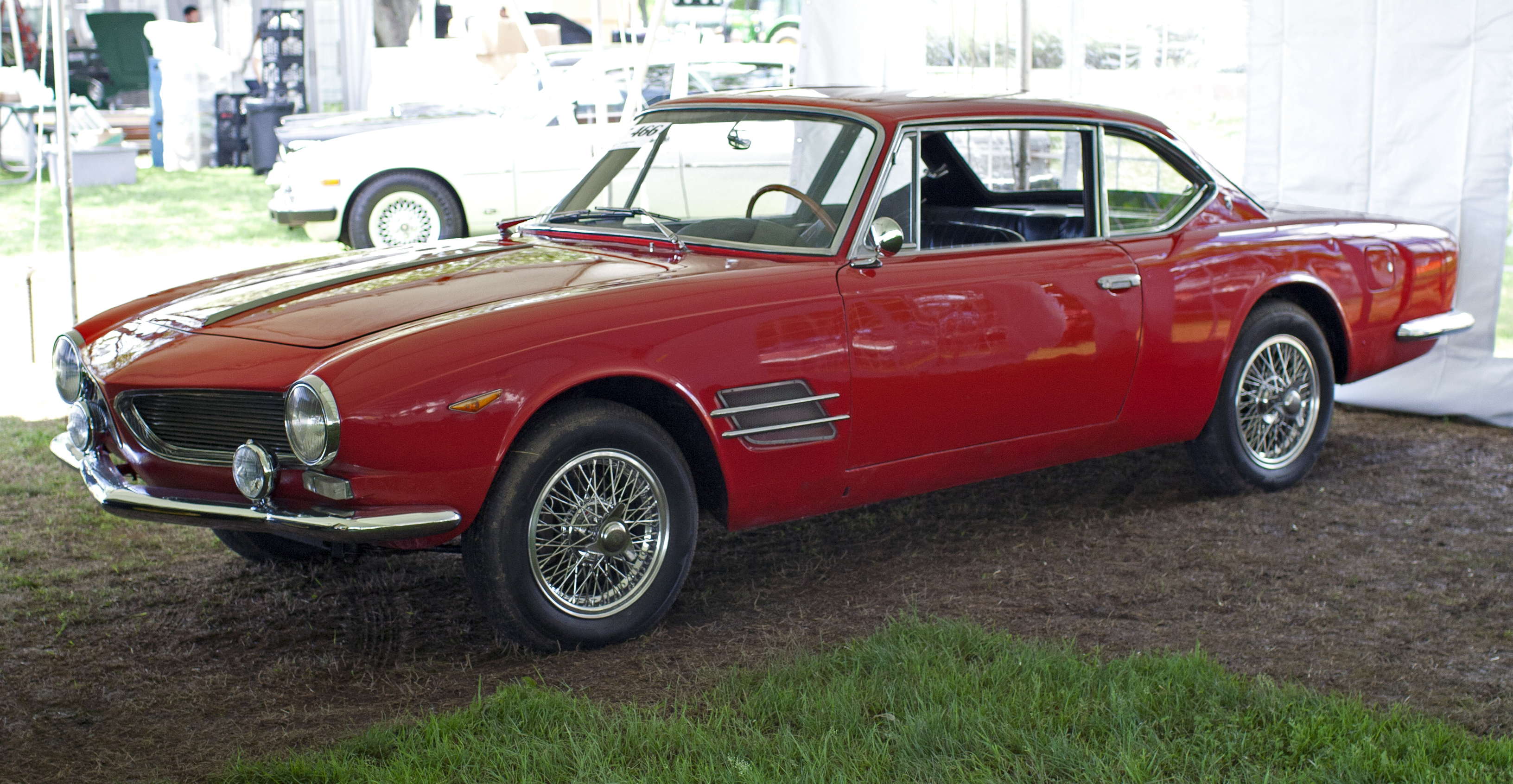
Fiat Moretti 2500 coupé

Il modello 2300 fu l'ultimo a uscire di produzione; venne utilizzato (per la parte telaistica) anche da molti carrozzieri per la realizzazione di prototipi, di cui alcuni mai entrati in produzione. Si possono segnalare infatti, oltre alla versione coupé "ufficiale", disegnata da Sergio Sartorelli e costruita dalla Ghia, altre versioni della stessa Ghia e di Pininfarina, Moretti, Savio e Michelotti.